# MRF Challenge
MRF Challenge — индийский гоночный чемпионат, существующий с 2012 года.

## Описание
MRF Challenge — это осенне-зимний чемпионат, проводящийся ежегодно с октября по февраль. Он ориентирован в основном на юных гонщиков, так как даёт возможность молодёжи тренироваться в зимний период. Организатором серии является Мадрасский автоспортивный клуб, поддержку осуществляет индийский производитель шин MRF.
Чемпионат имеет две категории: Formula 2000 и Formula 1600, которые различаются рабочим объёмом двигателей на болидах. Гонки двухлитрового класса проводятся в Индии и странах Ближнего Востока (Катар, Бахрейн, ОАЭ), в них участвуют гонщики из многих стран мира, в том числе из России. В заездах 1.6-литрового класса выступают только индийские пилоты.

## Результаты сезонов
| Сезон   | Чемпион             | Второй            | Третий              |
| ------- | ------------------- | ----------------- | ------------------- |
| 2012/13 | Конор Дэли          | Джордан Кинг      | Лучиано Бачета      |
| 2013/14 | Руперт Свендсен-Кук | Тио Эллинас       | Артур Пик           |
| 2014/15 | Тоби Соуэри         | Райан Каллен      | Рай Бхарат          |
| 2015/16 | Пьетро Фиттипальди  | Татьяна Кальдерон | Никита Троицкий     |
| 2016/17 | Харрисон Ньюи       | Джоуи Моусон      | Мик Шумахер         |
| 2017/18 | Фелипе Другович     | Пресли Мартоно    | Ринус ван Калмтхаут |
| 2018/19 | Джейми Чедвик       | Макс Дефорни      | Патрик Пасма        |